# 박성현 (통계학자)
박성현(朴聖炫, 1945년~)은 대한민국의 통계학자이자, 서울대학교 통계학과 명예교수이다. 응용 통계 분야의 회귀 분석, 실험 계획법을 연구했다. 회귀분석, 실험계획법, 통계적 품질관리 도입과 학문적 체계화, 통계적 공정관리 패키지 개발 등 산업체 품질관리 확산 지원에 기여했다.

## 학력
- 1968 서울대학교 화학공학과 졸업
- 1972 미국 노스캐롤라이나주립대학 공학석사(산업공학)
- 1975 미국 노스캐롤라이나주립대학 이학박사(통계학)

## 경력
- 1977∼2010 서울대학교 통계학과 교수
- 2010∼현재 미국통계학회 펠로우
- 2013∼2015 국가과학기술자문회의 과학기술기반분과 의장
- 2013∼2016 한국과학기술한림원 원장
- 2017~현재 대한민국학술원 회원

## 수상 내역
- 1980 품질관리 유공자 포상
- 1990 품질관리 문헌상
- 2000 홍조근정훈장 (품질경영 유공자)
- 2008 서울시 문화상 (인문학 분야)
- 2015 과학기술훈장 혁신장